# زاگورک
زاگورک (به لاتین: Zagorak) یک منطقهٔ مسکونی در مونته‌نگرو است که در شهرداری دانیلوگراد واقع شده‌است. زاگورک ۱۳۰ نفر جمعیت دارد.